# 小川コータ
小川 コータ（おがわ コータ、1977年9月17日 - ）は、日本の発明家、シンガーソングライター、作詞家、作曲家、弁理士。本名、小川 耕太（おがわ こうた）。

## 人物・来歴
1977年9月17日生まれ、東京都町田市出身、血液型はA型。1996年慶應義塾高等学校卒業。2000年慶應義塾大学法学部政治学科卒業。2006年弁理士登録、弁理士登録番号14812。2009年東京工業大学大学院修士課程修了、技術経営修士。
神奈川県鎌倉市在住。作曲家としてハイキックエンタテインメントに所属。2010年に結成した、鎌倉を中心に活動する音楽ユニット「小川コータ&とまそん」でウクレレ・ギター・ピアノ・ボーカルを担当。2017年から2024年3月までFm yokohama『SHONAN by the Sea』（毎週日曜6:00-9:13）内「コータ＆とまそんのB3PO（ビー散歩）」にてビーチサンダルを履いた中継レポーターとして出演した。
弁理士として元アイザック国際特許商標事務所（ - 2019）所長、現在FAST法律事務所に所属。発明家として2021年より発明品を商品化して販売するEDISON LAB（エジソンラボ）を主宰。日本におけるフリック入力の考案者でもある。高祖父はNEC創業者の岩垂邦彦。

## 提供楽曲
AKB48関連
- AKB48
  - 「呼び捨てファンタジー」（作曲）
  - 「遠距離ポスター」（作曲）
  - 「Seventeen」（作曲）
  - 「愛の意味を考えてみた」（作曲）

- SKE48
  - 「コスモスの記憶」（作曲）
  - 「友達のままで」（作曲）

- NMB48
  - 「わるきー」（作曲）
  - 「ここにだって天使はいる」（作曲）

- HKT48
  - 「お願いヴァレンティヌ」（作曲）

- ナットウエンジェルZ
  - 「ナットウマン」（作曲）

- 渡り廊下走り隊
  - 「走り隊 GO! GO! GO!」（作曲）

- 渡り廊下走り隊7
  - 「未来の恋人」（作曲）

姿月あさと
- 「何度もキスをして」（作曲）

SHU-I
- 「キズナ」（作詞）

すイエんサーガールズ
- 「ピカッと! アハッと!体操」（作曲）

スターダストプロモーション関連
- KAGAJO☆4S
  - 「毎日がクリスマス」（作曲）

- 私立恵比寿中学
  - 「あるあるフラダンス」（作詞・作曲・ウクレレ）

- ももいろクローバーZ
  - 「Link Link」（作曲）

すたーふらわー
- 「ヘンテコリーナ」（作詞・作曲）

パク・ヨンハ
- 「if」（作曲）
- 「STARS」（作詞）

### アニメソング
探偵オペラ ミルキィホームズ
- 「美的・エゴイズム」（作曲）

### ご当地ソング
とちキャラーズ（Berryz工房→カントリー・ガールズ）
- 「とちキャラーズのテーマ」（作詞・作曲）

## 出演
- はじめまして!一番遠い親戚さん（2023年8月15日、日本テレビ系列） - 徳川家康の親戚として出演。

## 書籍
著書
- 『発明で食っていく方法、全部書いた。 フリック入力をマイクロソフトに売却して人生１００回分稼いだ発明家が明かす、発想法からマネタイズまで』家の光協会、2025年7月20日。ISBN 978-4-259-56846-7。